# Internazionali di Tennis del Friuli Venezia Giulia 2024
Gli Internazionali di Tennis del Friuli Venezia Giulia 2024 sono stati un torneo di tennis professionistico maschile e femminile. È stata la 21ª edizione per gli uomini, facente parte della categoria Challenger 75 dell'ATP Challenger Tour 2024, con un montepremi di 73 000 €. È stata la 9ª edizione del torneo per le donne, facente parte della categoria W75 nell'ambito dell'ITF Women's World Tennis Tour 2024, con un montepremi di 60 000 $. Il torneo maschile si è disputato dal 5 all'11 agosto 2024 mentre il torneo femminile si è disputato dal 29 luglio al 4 agosto. Entrambi i tornei si sono giocati sui campi in terra rossa dell' A.S.D. Eurotennis Club di Cordenons in Italia.

## Partecipanti singolare maschile

### Teste di serie
| Nazionalità          | Giocatore                 | Ranking* | Testa di serie |
| -------------------- | ------------------------- | -------- | -------------- |
| Spagna               | Albert Ramos Viñolas      | 121      | 1              |
| Stati Uniti          | Nicolas Moreno de Alboran | 142      | 2              |
| Spagna               | Daniel Rincón             | 200      | 3              |
| Lituania             | Vilius Gaubas             | 226      | 4              |
| Regno Unito          | Oliver Crawford           | 227      | 5              |
| Bosnia ed Erzegovina | Nerman Fatić              | 243      | 6              |
| Italia               | Francesco Maestrelli      | 247      | 7              |
| Italia               | Federico Arnaboldi        | 251      | 8              |

* Ranking al 29 luglio 2024.

### Altri partecipanti
I seguenti giocatori hanno ricevuto una wild card per il tabellone principale:
- Federico Arnaboldi
- Riccardo Bonadio
- Francesco Maestrelli

I seguenti giocatori sono entrati in tabellone come alternate:
- Sandro Kopp
- Andrew Paulson

I seguenti giocatori sono passati dalle qualificazioni:
- Alessandro Pecci
- Luka Mikrut
- Andrea Picchione
- Nino Serdarušić
- Luciano Emanuel Ambrogi
- Ryan Nijboer

## Punti e montepremi
| Torneo    | Torneo              | V     | F     | SF    | QF    | 2T    | 1T  | Q | Q2  | Q1  |
| Singolare | Punti               | 75    | 44    | 22    | 12    | 6     | 0   | 4 | 2   | 0   |
| Singolare | Premi in denaro (€) | 9,880 | 5,820 | 3,450 | 2,000 | 1,165 | 720 | – | 360 | 185 |
| Doppio    | Punti               | 75    | 44    | 22    | 12    | –     | 0   | – | –   | –   |
| Doppio    | Premi in denaro (€) | 4,250 | 2,450 | 1,480 | 880   | –     | 500 | – | –   | –   |

## Campioni

### Singolare maschile
Vilius Gaubas ha sconfitto in finale  Carlos Taberner con il punteggio di 2–6, 6–2, 6–4.

### Singolare femminile
Anouk Koevermans ha sconfitto in finale  Lucija Ćirić Bagarić con il punteggio di 7–6(4), 6–2.

### Doppio maschile
Marco Bortolotti /  Matthew Romios hanno sconfitto in finale  Jiří Barnat /  Andrew Paulson per walkover.

### Doppio femminile
Yvonne Cavallé Reimers /  Aurora Zantedeschi hanno sconfitto in finale  Nuria Brancaccio /  Leyre Romero Gormaz con il punteggio di 7–5, 2–6, [10–5].